# Capitanejo
Capitanejo – miasto w Kolumbii, w departamencie Santander.